# Заболоття (Бабаєвський район)
Заболоття (вепс. Sontaga)  — сільце в Бабаєвському районі Вологодської області Росії.
Входить до складу Вепського національного сільського поселення (з 1 січня 2006 року по 13 квітня 2009 року входила до складу Куйського вепського національного сільського поселення).
Відстань по автодорозі до районного центру Бабаєво — 125 км, до центру муніципального утворення села Тімошино по прямій — 20 км. Найближчі населені пункти — с. Кійно, с. Панкратово. Станом на 2002 рік проживало 45 чоловік.